# Washington County (Illinois)
Washington County is een county in de Amerikaanse staat Illinois.
De county heeft een landoppervlakte van 1.457 km² en telt 15.148 inwoners (volkstelling 2000). De hoofdplaats is Nashville.